# Passacaille en ré mineur de Buxtehude
Pour les articles homonymes, voir Passacaille (homonymie).
La passacaille en ré mineur (BuxWV 161) de Dietrich Buxtehude est une passacaille pour orgue, l'une de ses œuvres les plus connues. Sa structure très codée a éveillé l'intérêt de Philipp Spitta, qui redécouvrit l'œuvre de Buxtehude, et a suscité l'admiration de Brahms.

## Source
Une seule source a permis de conserver la passacaille, il s'agit de l’Andreas Bach Buch compilé par Johann Christoph Bach, le grand frère de Johann Sebastian. Cette source comprend aussi d'autres pièces de Buxtehude, notamment les autres œuvres pour orgue sur ostinato (chaconnes BuxWV 159 et 160, prélude en ut majeur BuxWV 137). On ne connaît en revanche pas la date de composition, même si Michael Belotti, Kerala J. Snyder et Gilles Cantagrel s'accordent pour voir dans ces compositions des œuvres de maturité, peut-être composées après 1690,,.

## Structure
La passacaille est basée sur un ostinato de quatre mesures à trois temps, répété vingt-huit fois à travers vingt-huit variations :
La structure semble en fait dictée par un jeu de combinaison entre le quatre et le trois : l'ostinato de 4 x 3 temps comprend sept notes (4 + 3) ; par ailleurs les vingt-huit variations sont divisées en quatre sections de sept (4 + 3) variations. Chaque variation comprend quatre mesures, et chaque section est conclue par trois mesures de transition, sans basse (on peut également compter dans chaque section sept variations dont la septième est allongée à sept mesures). Seule la dernière section, conclusive, n'en comprend pas : la dernière variation achève ses quatre mesures sur une tierce picarde.
Les quatre sections parcourent l'accord parfait de ré mineur : la tonalité principale est ainsi celle de la première section, le relatif majeur (fa majeur) est celle de la deuxième, la dominante (la mineur) celle de la troisième, et la quatrième revient au ré mineur. Ces quatre tonalités correspondant aux quatre mesures de l'ostinato, et les sept variations de chaque section faisant écho aux sept notes de l'ostinato.
On peut faire de cette structure diverses interprétations bibliques et astronomiques (phases lunaires) basées sur la symbolique du sept et du vingt-huit. On retrouve une structure comparable dans les variations Goldberg de Bach.

## Influence
Philip Spitta est le premier à redécouvrir cette pièce, et remarque dans sa biographie de Bach, en 1873, que « pour leur beauté et leur importance, les œuvres sur ostinato de Buxtehude dominent toutes celles du genre à l'époque, et sont les plus importantes de toutes ses compositions. » Johannes Brahms, à qui Spitta fait partager sa découverte, semble très impressionné, :

« Lorsque je prends connaissance d'une si belle pièce que la chaconne [sic] en ré mineur de Buxtehude, je peux à peine résister à la tentation de la partager avec un éditeur, dans le seul but de faire plaisir aux autres. »

Hermann Hesse cite la passacaille dans son roman Demian, en 1919 : le narrateur y trouve une source d'inspiration, la qualifiant d'« étrange, intime, expression d'une âme plongée en elle-même et à l'écoute d'elle-même » (« seltsame, innige, in sich selbst versenkte, sich selber belauschende Musik »).